# كثيب (لعبة لوحية)
كثيب (بالإنجليزية: Dune) هي لعبة لوحية استراتيجية تدور أحداثها في عالم كثيب لفرانك هربرت، ونشرتها شركة أفالون هِل في عام 1979. وقد صمم اللعبة بيل إيبرلي وجاك كيتريدج وبيتر أولوتكا. وبعد سنوات عديدة من نفاد طباعتها، أعادت شركة قوة العاصفة التاسعة إصدار اللعبة في عام 2019 قبل فيلم كثيب المقتبس في عام 2021.

## وصلات خارجية
- نسخة متعددة اللاعبين عبر الإنترنت من صنع أحد المعجبين من لعبة كثيب (بالإنجليزية)
- دليل الفيديو إلى كثيب (بالإنجليزية)
- مراجعة لعبة الطاولة 2020 نسخة محفوظة 28 فبراير 2020 على موقع واي باك مشين. (بالإنجليزية)